# 中村 (熊本県天草郡)
中村（なかむら）は熊本県の天草諸島、大矢野島に存在していた村。

## 歴史
- 1868年（明治元年）12月末 - 戸数578戸、人口3991人[1]
- 1889年（明治22年）4月1日 - 町村制の施行に伴い、中村が単独で自治体を形成。（戸数859戸、人口4566人）[1]
- 1954年（昭和29年）4月1日 - 中村が湯島村・登立町・上村・維和村と合併して大矢野町が発足。